# Намбави
Намбави (кор. 남바위) — тип корейской традиционной зимней шапки, которою носили мужчины и женщины во времена династии Чосон. Другие названия — пхундэни и нани (буквально — согревающий уши). Намбави также называют иом (буквально — покрывающий уши), который носили в ранний период династии Чосон, несмотря на то, что тот произошёл от шляпы. Его первоначально носили представители верхнего класса как повседневную шляпу, но, впоследствии, его стали носить простолюдины обоего пола. Его обычно носили женщины средних лет и пожилые люди, а также правительственные чиновники, которые надевали его под само (사모 — официальная шляпа).
Намбави открыт сверху, так, что не покрывает макушку головы как и другие зимние шапки, такие как аям и чобави, которые произошли от него, хотя намбави полностью покрывает лоб, спину и уши и поддерживает тепло. Общий вид сбоку изогнут в три фазы. Ширина края намбави, как правило, 4-7 см, который покрыт мехом, обычно куньим. Намбави имеет сзади длинную накидку, которая покрывает шею, плечи и уши. Подвязки намбави, которые пришиты к накидке, сделаны из шёлка и подвязываются под подбородком, чтобы крепче сидела шляпа. Поверхность накидки сделан из шёлка, который называется тан (단, 緞), но иногда также делают из шерсти и хлопка. Внутренняя сторона накидки сделана из фланели, а иногда из шерсти.
Общий цвет для внешней ткани — чёрный, в то время как для внутренней используется зелёный, красный, но также и чёрный. Иногда для внешней стороны используются тёмно-синий, пурпурный, красно-коричневый, светло-фиолетовый, светло-зелёный цвета, а жёлтый для внутренней. Меховая кромка обычно чёрного, тёмно-коричневого, тёмно-синего цветов, а кисточки — розового или ярко-розового. Женский намбави цветасто и роскошно украшен кымбаком (золотое шитьё), изображающий журавлей, бабочек, хризантемы, фениксы и другие красивые узоры.